# Bümmerstede

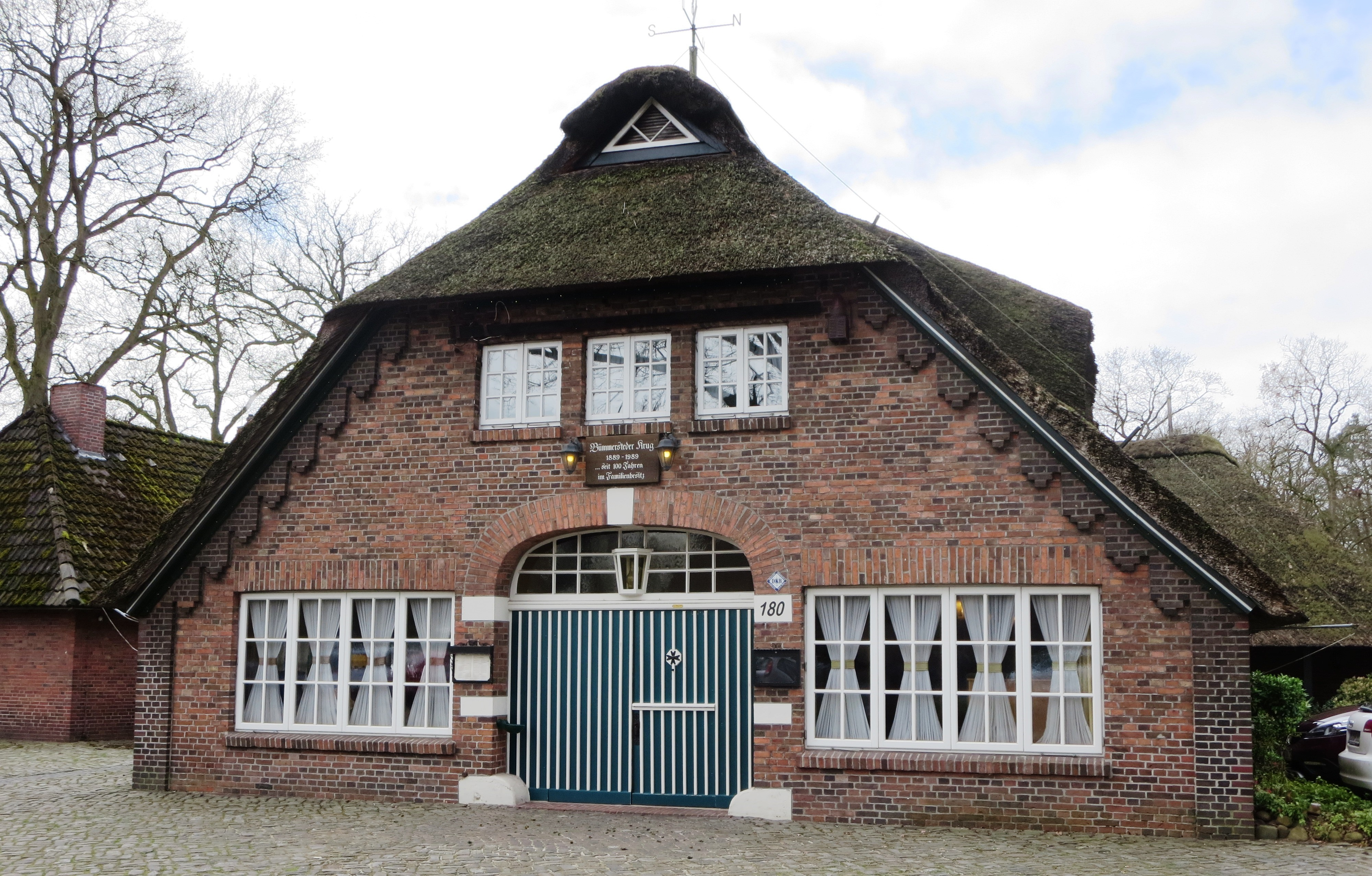
Altes Rasthaus im Ortskern

Bümmerstede ist ein Stadtteil der niedersächsischen Großstadt Oldenburg (Oldb), entstanden aus einer Bauerschaft. Bümmerstede gehörte bis 1922 zur Gemeinde Osternburg und anschließend nach der Eingemeindung zur Stadt Oldenburg.

## Geschichte
In seiner langen Geschichte, die bis in das 7. Jahrhundert zurückgeht, diente das Gebiet Bümmerstedes als Weideland für Schaf- und Viehherden. Die Moor- und Heidelandschaft bot dafür die richtigen Bedingungen. Einzelne Häuser von Bauernfamilien, die sich im 16. Jahrhundert im Gebiet angesiedelt hatten, sind bis heute erhalten geblieben und prägen das ursprünglich gebliebene Bild im alten Ortskern. Aus dem Jahre 1581 datiert ein Mannzahlregister, in dem wehrfähige Männer aus "Bümmerstedt" aufgeführt sind. In ihrer Bauerrolle vom 20. Januar 1746 hat sich die Bauerschaft Bümmerstede eine Rechtsordnung gegeben. In Bümmerstede steht der älteste Denkstein Oldenburgs, eine Stele, die seit etwa 1815 an die vier Kriegstoten der Befreiungskriege gegen Napoleon in den Jahren 1813/1814 erinnert. Das Gesellschaftsleben dominierten zwei Erbkrüge, der Bümmersteder Courier und der Bümmersteder Krug.

## Geographie
Bümmerstede bildet den südlichsten Zipfel der Stadt Oldenburg. Die Grenze zu dem benachbarten Stadtteil Kreyenbrück im Norden ist fließend. Vom ebenfalls zu Oldenburg gehörenden Stadtteil Krusenbusch im Osten wird Bümmerstede durch die Bahnstrecke Oldenburg–Osnabrück und das Naturschutzgebiet Bahndammgelände Krusenbusch getrennt. Auf direktem Weg ist Krusenbusch von Bümmerstede aus nur über den Sprungweg zu erreichen. Weitreichende Wald- und Wiesenflächen prägen die landschaftliche Umgebung. Der alte Ortskern von Bümmerstede befindet sich inzwischen an seinem westlichen Rand in einem Landschaftsschutzgebiet. Hier fließt auch das Bümmersteder Fleth, ein etwa 10 Kilometer langer Wasserlauf, der von den Osenbergen bis zum Osternburger Kanal parallel zur Hunte fließt. Am 5. Januar 2024 stand auf dem Höhepunkt des Weihnachtshochwassers 2023/2024 im Raum Oldenburg das offene Gelände zwischen Hunte, Osternburger Kanal und dem Städtischen Friedhof an der Sandkruger Straße unter Wasser. Am Bümmersteder Fleth wurde ein mobiles Deichsystem errichtet, das aus zahlreichen mit Wasser gefüllten Behältern bestand und das Wohngebiet dahinter vor einer drohenden Überschwemmung schützen sollte.
Heute gibt es keinen zentralen Ortskern mehr; das Zentrum des Stadtteils ist längsförmig entlang der Bümmersteder Tredde angeordnet. Die Siedlungsgebiete Bümmerstedes, die größtenteils aus Einfamilienhäusern bestehen, liegen sternförmig um die Tredde herum.
Der waldreiche Ortsteil Klein-Bümmerstede gehört nicht mehr zur Stadt Oldenburg, sondern zur Gemeinde Wardenburg. Er ist geprägt durch seine dörfliche Siedlungsstruktur und ein Gewerbegebiet, in dem unter anderem das LAVES – Niedersächsische Landesamt für Verbraucherschutz und Lebensmittelsicherheit seinen Sitz hat.

## Bundeswehrstandort
Einen Großteil der Fläche von Bümmerstede nimmt die Henning-von-Tresckow-Kaserne ein, in der der über viele Jahre der Brigadestab der Luftlandebrigade 31 und Teile des Luftlandeunterstützungsbataillons 272 stationiert waren. Die Luftlandebrigade wurde 2014 aufgelöst. Im Zuge der Neuausrichtung der Bundeswehr wurde Ende 2015 der Stab der 1. Panzerdivision von Hannover nach Bümmerstede verlegt.
Der zur Kaserne gehörende Standortübungsplatz Bümmerstede liegt genauso wie der kleine Ortsteil Bümmerstede-Ost mit nur knapp über 100 Einwohnern in der Gemeinde Hatten.

## Kirchen und Friedhöfe
Die evangelisch-lutherische Kirche unterhält ein Gemeindezentrum am Erikaweg. Die katholische Pfarrkirche St. Josef steht inmitten der Siedlung St. Peter.
Am Westrand von Bümmerstede liegt der städtische Parkfriedhof Bümmerstede, auf dem auch buddhistische, muslimische und yezidische Grabfelder angeboten werden. Ein besonderer Teil ist seit dem Jahr 2000 als neuer jüdischer Friedhof abgetrennt.

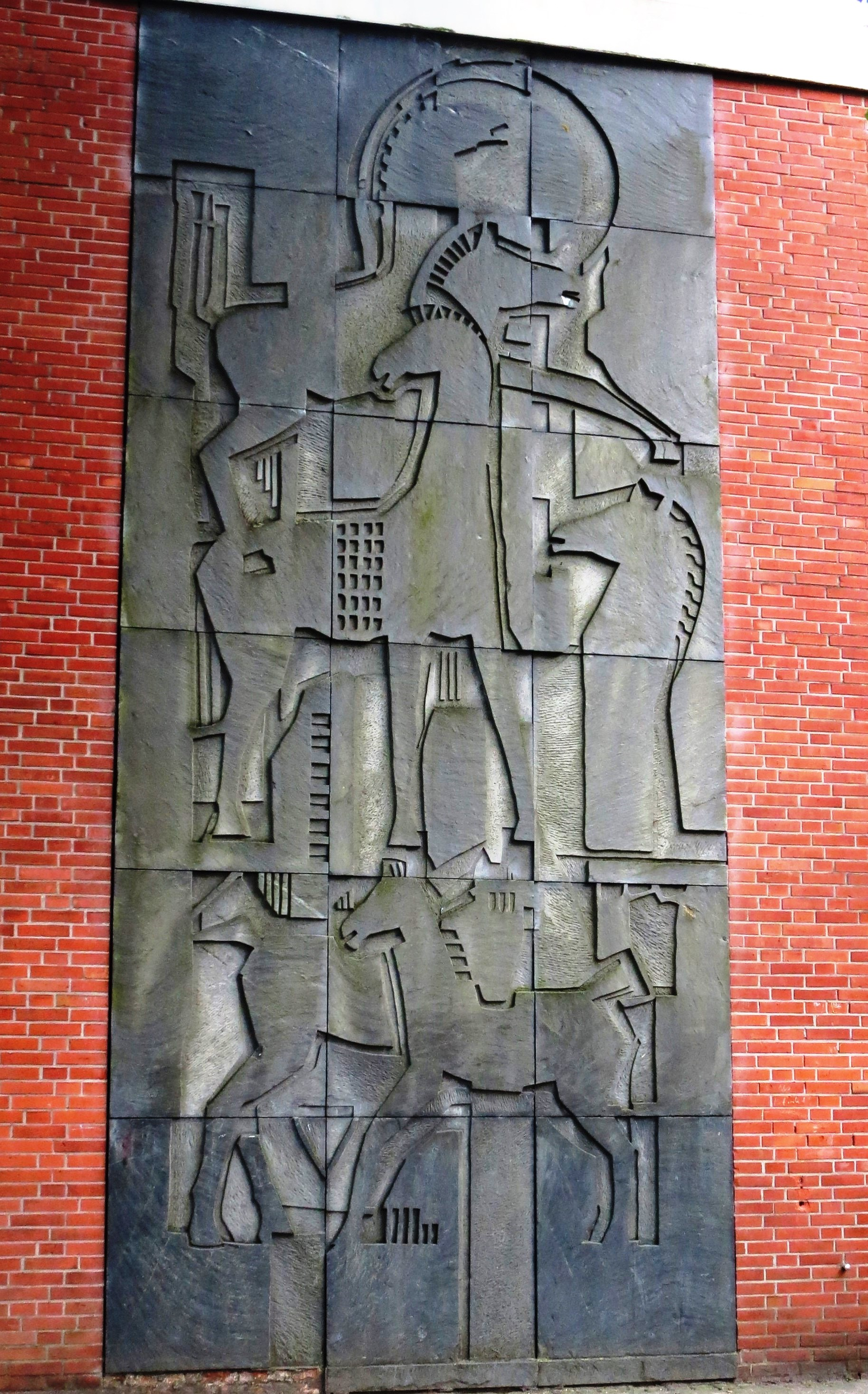
Pferde-Relief an der Grundschule (Georg Schmidt-Westerstede, 1966)

## Schulen und Vereine
In Bümmerstede befinden sich eine städtische Grundschule, eine Förderschule mit Schwerpunkt Emotionale und Soziale Entwicklung, die Grundschule FREIraum, die Reit- und Fahrschule Oldenburg e. V., der Sportverein Blau-Weiss Bümmerstede e. V., Budokan Bümmerstede e. V., der Schützenverein Bümmerstede & Kreyenbrück e. V. sowie ein Jugendzentrum.

## Personennahverkehr
Die ÖPNV-Anbindung Bümmerstedes wird durch die Buslinie 304 der Oldenburger Verkehr und Wasser GmbH sichergestellt, die den Stadtteil und die Oldenburger Innenstadt im Viertelstundentakt verbindet.